# Lacy-Lakeview
Lacy-Lakeview es una ciudad ubicada en el condado de McLennan en el estado estadounidense de Texas. En el Censo de 2010 tenía una población de 6.489 habitantes y una densidad poblacional de 599,53 personas por km².

## Geografía
Lacy-Lakeview se encuentra ubicada en las coordenadas 31°37′45″N 97°6′18″O / 31.62917, -97.10500. Según la Oficina del Censo de los Estados Unidos, Lacy-Lakeview tiene una superficie total de 10.82 km², de la cual 10.75 km² corresponden a tierra firme y (0.69%) 0.08 km² es agua.

## Demografía
Según el censo de 2010, había 6.489 personas residiendo en Lacy-Lakeview. La densidad de población era de 599,53 hab./km². De los 6.489 habitantes, Lacy-Lakeview estaba compuesto por el 63.77% blancos, el 20.6% eran afroamericanos, el 0.69% eran amerindios, el 0.89% eran asiáticos, el 0.05% eran isleños del Pacífico, el 10.86% eran de otras razas y el 3.13% pertenecían a dos o más razas. Del total de la población el 23.82% eran hispanos o latinos de cualquier raza.